# Ryan X-13 Vertijet

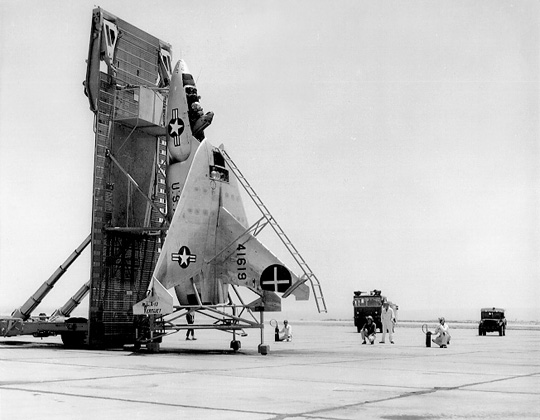
Ryan X-13 Vertijet na startovací plošině.

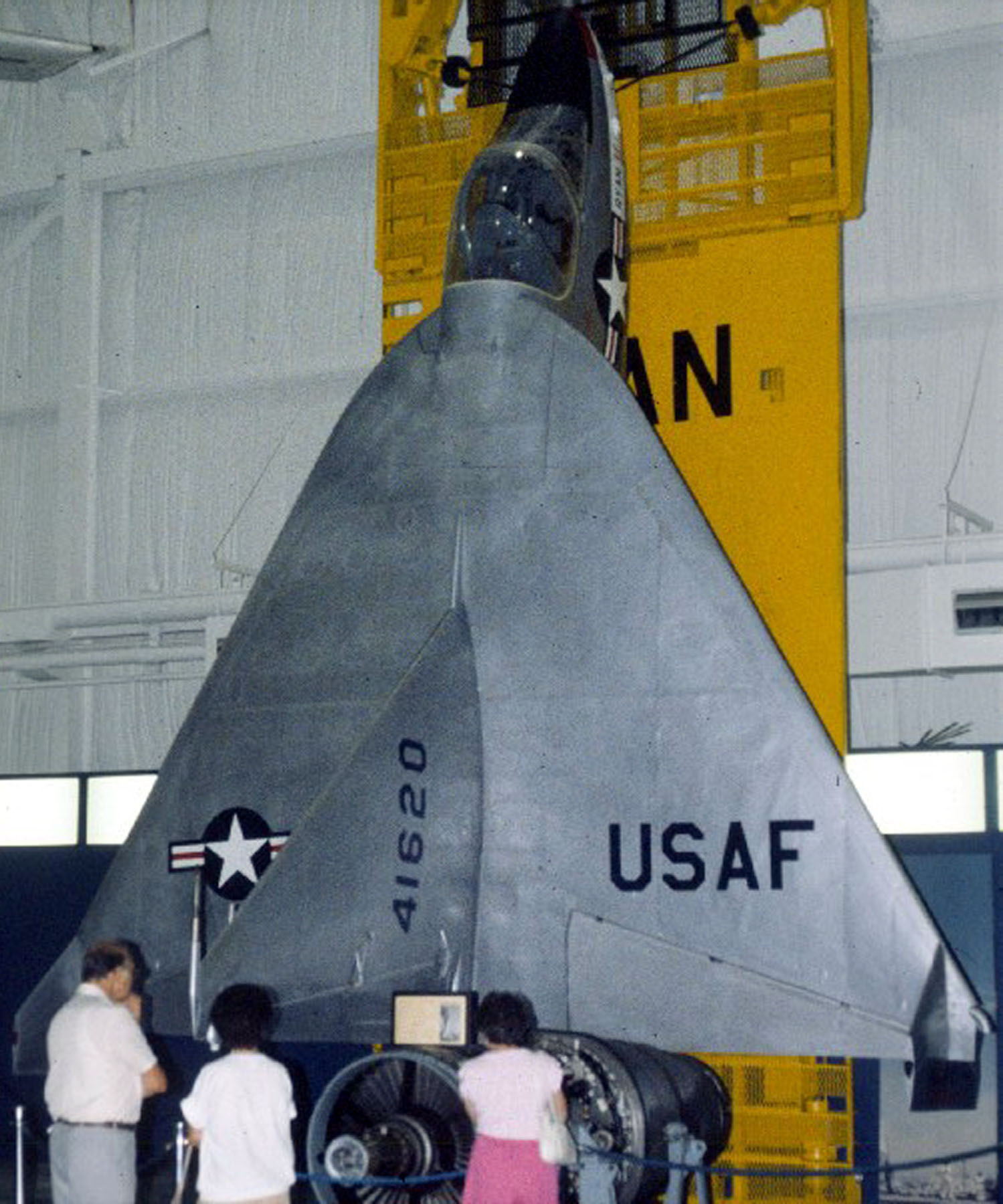
Ryan X-13 Vertijet v Národním muzeu USAF, Dayton, Ohio.

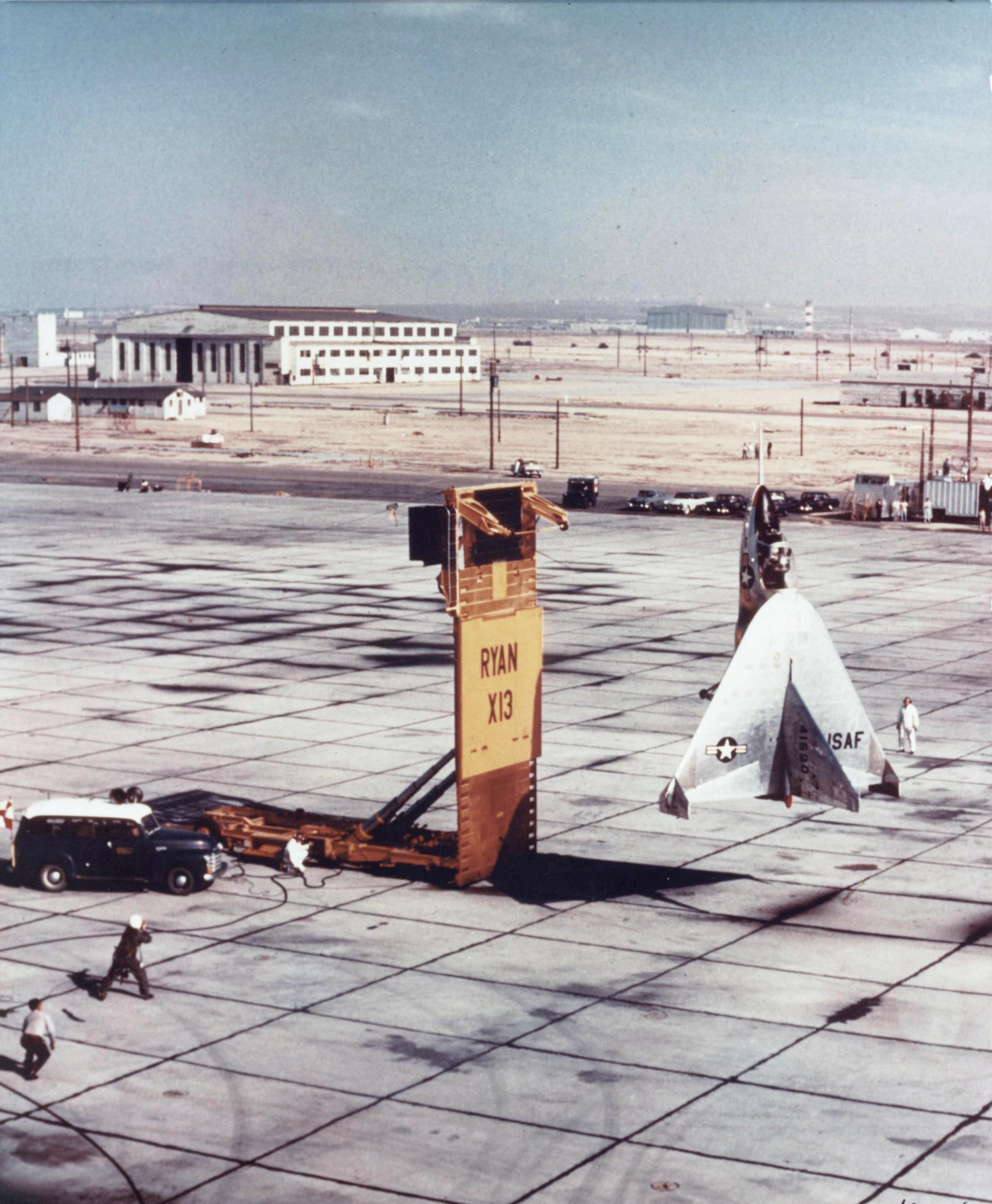
Ryan X-13 Vertijet, zkušební let.

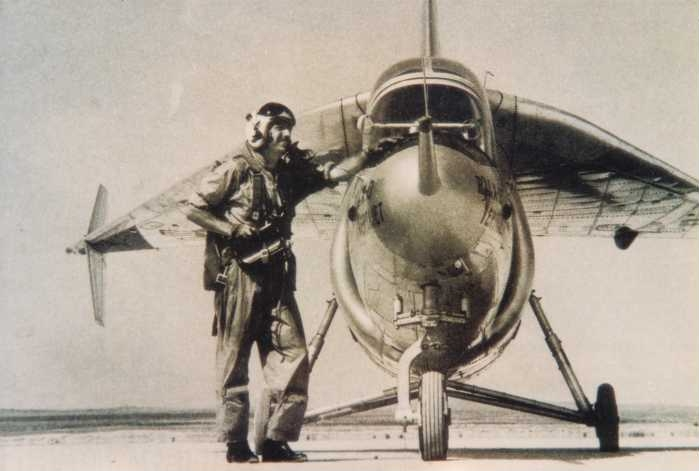
Ryan X-13 Vertijet se zkušebním pilotem společnosti Ryan Aeronautical Company Peterem Girardem na Edwardsově letecké základně.

Ryan X-13 Vertijet (továrním označením Model 69) byl americký experimentální proudový letoun se schopností VTOL (kolmý vzlet a přistání) postavený pro výzkumné účely společností Ryan Aeronautical Company v 50. letech 20. století. Hlavním účelem proudového stroje bylo uplatnit schopnost kolmého startu a přistání, režimu visení, přechodu z vertikálního do horizontálního letu a opačně.
Byly postaveny pouze 2 prototypy X-13 Vertijet, oba se nachází v muzeích a jsou dostupné veřejnosti:
- X-13 sériovým číslem 54-1619 je v San Diego Air & Space Museum v San Diegu v Kalifornii.
- X-13 sériovým číslem 54-1620 se nachází v National Museum of the United States Air Force na Wright-Pattersonově letecké základně poblíž Daytonu v Ohiu.[2]

## Vývoj
V 50. letech 20. století se začaly vyvíjet těžké proudové bombardéry, které nebyly o mnoho pomalejší než soudobé stíhací letouny. Uhlídat všechny potenciální příletové trasy těchto bombardérů nebylo v silách tehdejších záchytných stíhačů, kteří startovali z dlouhých betonových letišť. Jako zajímavé řešení se jevil letoun schopný kolmého startu a přistání (VTOL), tudíž nezávislý na startovacích drahách. O tento typ stroje se začalo nejprve zajímat americké námořnictvo (US Navy), pro které představoval ideální letoun k ochraně plavidel. Konkursu vypsaného námořnictvem v roce 1950 se zúčastnily firmy Convair s typem XFY-1 Pogo a Lockheed s typem XFV-1 Salmon. Oba vrtulové experimentální letouny ale zaostávaly v nosnosti a rychlosti a nebyly tedy přijaty do výroby.
Proudová technologie mezitím pokročila a námořnictvo se své myšlenky nevzdávalo. Zadalo firmě Ryan Aeronautical Company projekt na proudový demonstrátor VTOL. Společnost měla dost zkušeností s různými koncepcemi letadel a dokonce již pracovala na svém projektu VTOL. O program se začalo zajímat americké letectvo (USAF), které převzalo financování poté, co námořnictvo o projekt ztratilo zájem. Problém byl s pohonnou jednotkou, neboť v USA nebyl jediný výrobce, který by nabídl dostatečně výkonný a přitom rozměrově nevelký motor. Nakonec se musel pořídit motor Rolls-Royce Avon RA.29 Mk.49 o tahu 44,46 kN z Velké Británie, který patřil mezi špičku. Přesto se však muselo dbát na to, aby poměr hmotnosti stroje k tahu motoru byl co nejnižší. Proto byla zvolena koncepce krátkého trupu bez vodorovných ocasních ploch. Výsledkem byl letoun s poměrem tahu motoru ke vzletové hmotnosti cca 3 400 kg 1,33:1.
10. prosince 1955 zahájil firemní pilot Ryanu Peter Girard letové zkoušky ponejprv s konvenčním vzletem a přistáním. X-13 byl proto vybaven tříkolovým podvozkem příďového typu. 28. května 1956 podnikl Girard první opatrný kolmý vzlet a vyzkoušel režim visu v malé výšce nad zemí. 28. května 1956 poprvé úspěšně vyzkoušel (po konvenčním startu) přechod z dopředného letu do režimu visení a naopak. X-13 se tak stal prvním letounem světa, který tuto fázi zvládl. Poté přistál klasickým způsobem.
Pak se přistoupilo ke kolmým startům z mobilní odpalovací rampy, což byl úkol mnohem těžší (zejména přistání). Tento proces i s přechodem do vodorovného letu a zpět k přistání a zaháknutí se do svislé plošiny byl úspěšně absolvován 11. dubna 1957. 30. července 1957 X-13 Vertijet úspěšně představil své schopnosti během oficiální prezentace ve Washingtonu, D.C.
Zkoušky probíhaly až do roku 1958, kdy byl program zastaven. Přednost dostaly protivzdušné raketové systémy země-vzduch.

## Konstrukce
Ryan X-13 Vertijet byl celokovový jednomotorový proudový letoun s trojúhelníkovým křídlem (tzv. delta křídlo). Šlo o jednomístný bezocasý hornoplošník s atypickým přistávacím zařízením tvořeným zejména částečně zatahovatelným hákem pod trupem. Na koncích nosného křídla byly instalovány malé pomocné plochy (zvané winglety) a malé otočné trysky (puffery) pro vektorování tahu. Tyto prvky napomáhaly stabilizaci v režimu visení a během přechodové fáze z vertikálního do horizontálního letu a naopak, kdy byly klasické řídící prvky neúčinné. Palivová nádrž se nacházela uvnitř střední části nosné plochy. Trup byl poměrně krátký, za přídí vybavenou hubicí s měřícími přístroji a pomocnou ovládací tryskou se nacházel pilotní kokpit vybavený katapultovací sedačkou. Sedačka byla teoreticky schopna úspěšné katapultáže i v nulové výšce a při nulové rychlosti. Při svislém letu se nakláněla o 45° dopředu pro zajištění pilotova lepšího výhledu. Hned za pilotní kabinou byly na bocích trupu nasávací otvory vzduchu pro motor. Na zádi trupu byla výfuková roura.

## Uživatelé
USA
- USAF

## Specifikace

### Technické údaje
- Pohon: 1× proudový motor Rolls-Royce Avon; 44,5 kN
- Délka: 7,4 m
- Výška: 4,65 m
- Rozpětí křídla: 6,4 m
- Nosná plocha: 17,74 m²
- Prázdná hmotnost:[pozn. 1] 2 422 kg
- Maximální vzletová hmotnost: 3 320 kg
- Posádka: 1 pilot

### Výkony
- Maximální rychlost: 777 km/h
- Dolet: 330 km
- Dynamický dostup: 9 150 m